# Synemosyna smithi
Synemosyna smithi là một loài nhện trong họ Salticidae.
Loài này thuộc chi Synemosyna. Synemosyna smithi được Elizabeth Maria Gifford Peckham & George William Peckham miêu tả năm 1893.